# 마진 홀든
마진 홀든(영어: Marjean Holden, 1964년 11월 3일 ~ )은 미국의 배우, 스턴트 배우이다.
미니애폴리스에서 태어났다. 본명은 마거릿 진 홀든(Margaret Jean Holden)이다.

## 출연 작품
- 게리슨 7 (2018년)
- 호스티지 (2005년) - 캐롤 플로리스 역
- 조지 오브 정글 2 (2003년) - 샐리 역
- 코드 레드 - 루비콘 컨스피러시 (2001년)
- 화성의 유령들 (2001년)
- 목요일 (1998년)
- 슬레이어 (1998년)
- 모탈 컴뱃 2 (1997년)
- 쥬라기 공원 2 - 잃어버린 세계 (1997년)
- Ballistic (1995)
- 여자의 용기 (1994년)
- 오토매틱 (1994년)
- 네미시스 (1993년)
- 필라델피아 특명 2 (1993년)
- 킬링 머신 (1991, Sweet Justice)
- 엄마는 해결사 (1991년)
- 죽음의 밤 4 - 저주받은 초대 (1990년)
- 비밀 첩보원 제로 (1990년)
- 스트립 투 킬 2 (1989년)

### 텔레비전
- 레니게이드 (1993)